# Mariusz Gierszewski
Mariusz Gierszewski (ur. 1969) – polski dziennikarz i gitarzysta basowy.

## Życiorys
W pierwszym okresie pracy dziennikarskiej od 2001 pracował w Radiu Zet i Radiu Eska. W pierwszej z tych rozgłości prowadził autorskią audycję „Bilans tygodnia” o charakterze gospodarczym. Poza tym zajmował się tematyką polityczną jako reporter parlamentarny i dziennikarstwem śledczym. Pisał też artykuły do czasopism „Newsweek”, „Gazeta Wyborcza”, „Puls Biznesu”, „Dziennik Gazeta Prawna”.
Po 12 latach przerwał pracę i od 1 sierpnia 2013 objął stanowisko rzecznika prasowego Narodowego Centrum Sportu.
W czerwcu 2014 powrócił do pracy dziennikarskiej i został członkiem redakcji portalu internetowego NaTemat.pl. W styczniu 2015 ponownie został dziennikarzem Radia Zet, w 2020 zaczął pracę w Wirtualnej Polsce, a w 2021 wrócił do Radia Zet.
Został basistą w zespole muzycznym Poparzeni Kawą Trzy, zrzeszającym dziennikarzy.

### Życie prywatne
Żonaty z dziennikarką Dominiką Długosz.

## Wyróżnienia
- Wyróżnienie w konkursie NBP im. Władysława Grabskiego (2004)[1]
- Nominacja do nagrody Grand Press w kategorii dziennikarstwo śledcze (2012)[1]
- Nominacja do nagrody MediaTory w kategorii „ReformaTOR” (2019)[8]
- Nominacja do nagrody Grand Press w kategorii „News” (2022)[9]